# غیاث‌آباد (فراهان)
غیاث‌آباد (فراهان)، روستایی از توابع بخش مرکزی شهرستان فراهان در استان مرکزی ایران است.

## جمعیت
این روستا در دهستان فرمهین قرار دارد و براساس سرشماری مرکز آمار ایران در سال ۱۳۹۵، جمعیت آن ۱٬۲۳۱ نفر (۳۹۲ خانوار) بوده‌است.